# 巨蛇座MV
巨蛇座MV，又名BD+03 3737，HD 170973、SAO 123610、HR 6958，是巨蛇座的一颗恒星，视星等为6.43，位于銀經34，銀緯5.96，其B1900.0坐标为赤經18h 27m 7.8s，赤緯+3° 5.96′ 16″。